# 幸田町立深溝小学校
幸田町立深溝小学校（こうたちょうりつ ふこうずしょうがっこう）は愛知県額田郡幸田町にある公立の小学校。

## 概要
- 里、市場、海谷、逆川が校区であり、公立中学校に進学する場合は幸田町立南部中学校に進学する[1]。愛知県の小学校にしては珍しく制服がありブレザーとカッターシャツ及びズボン又は吊りスカートである。2025年に隣接する蒲郡市内の制服が制定されている小学校すべてが一斉に私服化でブレザーとカッターシャツ及びズボン又は吊りスカートを廃止することになる為影響を受けるものと思われる。

## 沿革
- 1872年（明治5年） - 郷学校として成諒小学校が開校する。
- 1879年（明治12年） - 校舎を新築し、移転する。
- 1887年（明治20年） - 尋常小学深溝学校に改称する。荻谷学校を統合し、荻村に分校（旧・荻谷学校）を設置する。
- 1889年（明治22年）10月1日 - 深溝村、芦谷村、荻村が合併し、深溝村が発足。
- 1892年（明治25年） - 深溝尋常小学校に改称する。荻の分校が荻谷尋常小学校として独立する。
- 1901年（明治34年） - 高等科を設置し、深溝尋常高等小学校に改称する。
- 1906年（明治39年）5月1日 - 坂崎村、相見村、深溝村が合併し、広田村（こうだむら）が発足する。
- 1907年（明治40年） - 農業補習学校を併設する。
- 1909年（明治42年）7月28日 - 広田村が幸田村に改称する。
- 1911年（明治44年） - 現在地に校舎が完成し、移転する。
- 1926年（大正15年）4月 - 豊坂村大字逆川の児童を委託される。
- 1936年（昭和11年） - 校舎を増築する。
- 1941年（昭和16年）4月1日 - 深溝国民学校に改称する。
- 1947年（昭和22年）4月1日 - 幸田村立深溝小学校に改称する。
- 1952年（昭和27年）4月1日 - 幸田村が町制施行し、幸田町（こうだちょう）となる。同時に幸田町立深溝小学校に改称する。
- 1954年（昭和29年）8月1日 - 幸田町と豊坂村が合併し、幸田町（こうたちょう）となる。逆川地区（旧・豊坂村大字逆川）が校区に加わる。
- 1958年（昭和33年） - 体育館が完成する。
- 1972年（昭和47年） - 新校舎（鉄筋コンクリート造）が完成する。
- 1974年（昭和49年） - 校舎を増築する。
- 1975年（昭和50年） - プールが完成する。
- 1985年（昭和60年） - 新体育館が完成する。

## 交通アクセス
- JR東海東海道本線三ケ根駅下車、徒歩約3分。

## 周辺施設
- 深溝保育園
- 蒲郡信用金庫三ケ根支店
- 西尾信用金庫幸田支店
- 幸田町郷土資料館
- 東海道本線三ケ根駅